# Dolar amerykański
Dolar amerykański (ang. United States dollar, skrót międzynarodowy – USD) – oficjalna waluta Stanów Zjednoczonych, amerykańskich terytoriów zależnych, a także kilkunastu innych państw i terytoriów, w tym: Mikronezji, Palau, Wysp Marshalla, Panamy, Ekwadoru (od 2000), Salwadoru (od 2001), Timoru Wschodniego, Zimbabwe (od 2009), Turks i Caicos, Bonaire, Saby i Sint Eustatius (od 2011). Jeden dolar amerykański dzieli się na sto centów amerykańskich. Zapisuje się go za pomocą symbolu $.
Talarem/dolarem określano początkowo powszechnie jedną uncję srebra w postaci monety bitej przez czeskiego hrabiego Schlicka w XVI wieku. Schlick mieszkał w Dolinie Joachima, po niemiecku nazywanej Joachimsthal. Monety hrabiego zyskały wielkie uznanie dzięki precyzji wykonania i czystości i były powszechnie nazywane „Joachimsthalers”, a później „talarami”. Nazwa „dolara” pochodzi od „talara”. Od 1861 roku można używać każdego kiedykolwiek wyemitowanego znaku pieniężnego w USA, jednak banknoty ze starszą datą emisji są rzadko spotykane.
Wartość dolara oparta była na parytecie złota. Parytet przyjęty w 1900 roku wynosił 20,67 dolara, a przyjęty w 1934 roku 35 dolarów za uncję. Od 1933 roku zniesiono wymienialność dolara na złoto dla własnych obywateli. W 1971 roku USA wycofały się z tego parytetu. W 1972 roku uncja złota osiągnęła cenę 42 dolarów. W 1973 r. USA całkowicie odeszły od powiązania wartości dolara ze złotem – odtąd dolar stał się walutą płynną. Plany zniesienia rezerwy złota, ogłoszone przez prezydenta Richarda Nixona w 1971 roku, doprowadziły do powstania Partii Libertariańskiej, która obok powstałej później Partii Konstytucyjnej jest jedną z sił politycznych w USA, które dążą do przywrócenia oparcia na kruszcach szlachetnych, uważając, iż brak pokrycia w złocie lub srebrze jest niezgodny z Artykułem I paragraf 10 Konstytucji Stanów Zjednoczonych. Znaczna część członków ruchu Boston TEA Party również nawołuje do przywrócenia parytetu złota.

## Nominały

### Banknoty obiegowe
| Wizerunek                  | Wizerunek | Opis    | Opis               | Opis                                            |
| Awers                      | Rewers    | Nominał | Awers              | Rewers                                          |
| -------------------------- | --------- | ------- | ------------------ | ----------------------------------------------- |
|                            |           | $1      | George Washington  | Wielka Pieczęć Stanów Zjednoczonych             |
|                            |           | $2*     | Thomas Jefferson   | Obraz Deklaracja Niepodległości Johna Trumbulla |
|                            |           | $5      | Abraham Lincoln    | Mauzoleum Lincolna                              |
|                            |           | $10     | Alexander Hamilton | Departament Skarbu                              |
|                            |           | $20     | Andrew Jackson     | Biały Dom                                       |
|                            |           | $50     | Ulysses Grant      | Kapitol                                         |
|                            |           | $100    | Benjamin Franklin  | Independence Hall                               |
| * Banknot rzadko spotykany |           |         |                    |                                                 |

### Monety obiegowe
| Wizerunek                                      | Wizerunek | Opis          | Opis                            | Opis                                    |
| Rewers                                         | Awers     | Nominał       | Rewers                          | Awers                                   |
| ---------------------------------------------- | --------- | ------------- | ------------------------------- | --------------------------------------- |
|                                                |           | 1¢ (penny)    | Abraham Lincoln                 | Union Shield                            |
|                                                |           | 5¢ (nickel)   | Thomas Jefferson                | Monticello                              |
|                                                |           | 10¢ (dime)    | Franklin Delano Roosevelt       | pochodnia, gałąź oliwna, gałąź dębu     |
|                                                |           | 25¢ (quarter) | George Washington               | różne wizerunki okolicznościowe         |
|                                                |           | 50¢ (half)*   | John F. Kennedy                 | Pieczęć Prezydenta Stanów Zjednoczonych |
|                                                |           | $1*           | różne wizerunki okolicznościowe | różne wizerunki okolicznościowe         |
| * Moneta rzadko spotykana w powszechnym obiegu |           |               |                                 |                                         |

## Surowce
Papier, na którym są drukowane amerykańskie banknoty, składa się z około 75% bawełny, około 25% lnu oraz kilku ściśle tajnych składników.

## Spadek wartości dolara
| Rok  | Odpowiednik siły nabywczej |
| ---- | -------------------------- |
| 1774 | 1,00 $                     |
| 1780 | 0,59 $                     |
| 1790 | 0,89 $                     |
| 1800 | 0,64 $                     |
| 1810 | 0,66 $                     |
| 1820 | 0,69 $                     |
| 1830 | 0,88 $                     |
| 1840 | 0,94 $                     |
| 1850 | 1,03 $                     |
| 1860 | 0,97 $                     |
| 1870 | 0,62 $                     |
| 1880 | 0,79 $                     |
| 1890 | 0,89 $                     |
| 1900 | 0,96 $                     |
| 1910 | 0,85 $                     |
| 1920 | 0,39 $                     |
| 1930 | 0,47 $                     |
| 1940 | 0,56 $                     |
| 1950 | 0,33 $                     |
| 1960 | 0,26 $                     |
| 1970 | 0,20 $                     |
| 1980 | 0,10 $                     |
| 1990 | 0,06 $                     |
| 2000 | 0,05 $                     |
| 2007 | 0,04 $                     |
| 2008 | 0,04 $                     |
| 2009 | 0,04 $                     |
| 2010 | 0,035 $                    |
| 2011 | 0,034 $                    |

Wykres U.S. Consumer Price Index 1913–… (oficjalnego indeksu cen konsumpcyjnych)

Mimo że oficjalnie każdy dolar amerykański, wyprodukowany od początku istnienia tej waluty, pozostaje legalnym środkiem płatniczym w USA, to wartość dolara generalnie spada, patrząc zwłaszcza w szerszym horyzoncie czasowym.
Aczkolwiek zamiana na pieniądz fiducjarny w 1971 (ze zniesieniem wymiany na kruszec), pokazuje mniejszy spadek siły nabywczej pieniądza fiducjarnego do analogicznego spadku tego samego pieniądza w stosunku do kruszcu. W 1972 1 uncja miała wartość 42,74 dolara. W 2012 wartość 1 uncji złota to 1692,40 dolara. Co oznacza wartość 1 dolara w kruszcu na ok. 0,025 dolara z 1972. Zgodnie z wartościami odpowiednika siły nabywczej 1 dolar z 2011 roku jest to 0,034 dolara z 1774, a dolar z roku 1970 to 0,20 dolara z 1774. Spadek fiducjarnego jest ok. 6 razy, a w stosunku do kruszcu 40 razy.
W XXI wieku na spadek wartości dolara wpływ ma zmniejszanie rezerw walutowych w tej walucie przez Rosję oraz inne kraje, a także przejście z dolara na inne waluty przy rozliczaniu transakcji za ropę naftową przez kilka krajów (m.in. Iran, Chiny, Wenezuela).

## Monety historyczne i obecnie produkowane
- Pół centa 1792–1857
- Cent (Penny) od 1793
- 2 centy 1864–1873
- 3 centy 1851–1889
- Half Dime lub half disme 1792–1873 (nie należy mylić z poniższym Five-cent Nickel)
- Nickel 5 centów od 1866
- Dime od 1792
- 20 centów 1875–1878
- Quarter od 1796
- Half dollar od 1794
- Dollar od 1794
- Quarter Eagle (2,5-dolarowa złota moneta) 1792–1929
- Three-dollar piece 1854–1889 (3-dolarowa złota moneta)
- Four-dollar piece 1879–1880 (4-dolarowa złota moneta)
- Half Eagle (5-dolarowa złota moneta) 1795–1929
- Eagle (10-dolarowa złota moneta) 1795–1933
- Double Eagle (20-dolarowa złota moneta) 1850–1933